# Castejón de Alarba
Castejón de Alarba är en kommun i Spanien.   Den ligger i provinsen Provincia de Zaragoza och regionen Aragonien, i den nordöstra delen av landet, 190 km öster om huvudstaden Madrid.